# TVEL
TVEL (rusky ТВЭЛ) je ruská státní firma, která se zabývá výrobou paliva pro jaderné elektrárny. Sídlí v Moskvě, závody firmy stojí ve 12 ruských městech od Petrohradu po Angarsk. Patří do holdingu Atomenergoprom.
TVEL je dodavatelem jaderného paliva pro 76 komerčních reaktorů a 30 výzkumných reaktorů. Mimo jiné dodávala palivo pro české jaderné elektrárny (JE Temelín a JE Dukovany) i slovenské (JE Bohunice a JE Mochovce). Dukovany od roku 2024 přešly na americké a francouzské palivo, Temelín o rok dříve.